# 疗愈咸水虫
疗愈鹹水蟲（學名：Salinella salve）是一種真實性存疑的微型動物，1892年由约翰内斯·弗伦泽尔（Johannes Frenzel）在阿根廷的一個鹽田里發現並放入實驗室中培養，自此之後便再未被發現過，故其是否真實存在受到後世學者的質疑。根據弗伦泽尔的描述，鹹水蟲屬於構造簡單的多細胞生物，只有一層表皮细胞，最大的特點是頭尾處（尤其是口部和肛門）有稠密的纖毛，此外會以橫向分裂的方式進行無性繁殖，未有證據顯示它能進行有性繁殖。
在分類學上，鹹水蟲被單獨歸為單胚動物門（學名：Monoblastozoa；意指其僅有單層表皮細胞），該門被一些學者歸入中生動物亞界，然而中生動物實為多系群，且鹹水蟲與中生動物固有的兩個類群（菱形動物門和直泳動物門）存在顯著差異。